# Lady Oscar
Lady Oscar (ベルサイユのばら?, Berusaiyu no bara), pubblicato in Italia anche col titolo – tradotto dall'originale – Le rose di Versailles, è un manga scritto e disegnato da Riyoko Ikeda. È stato serializzato in Giappone dal 21 maggio 1972 al 23 dicembre 1973 sulla rivista Margaret di Shūeisha e raccolto in nove volumi tankōbon. Negli anni successivi sono seguite le pubblicazioni di due manga spin-off e dieci storie aggiuntive, raccolte in cinque ulteriori tankōbon.
La trama, ispirata alla biografia Maria Antonietta - Una vita involontariamente eroica scritta da Stefan Zweig, narra la vita della regina Maria Antonietta dall'arrivo in Francia fino alla sua morte. A lei si affianca il personaggio immaginario Oscar François de Jarjayes, una donna cresciuta come un soldato, che stringe una profonda amicizia con la regina, ma aderirà al popolo nei tumulti antecedenti la Rivoluzione francese. Le vicende presentate seguono i fatti storici della seconda metà del XVIII secolo e vedono come protagoniste le donne che hanno vissuto alla reggia di Versailles, paragonate a rose nel titolo della serie.
Dal manga sono stati tratti una serie di musical rappresentati dalla Takarazuka Revue a partire dal 1974, un film cinematografico diretto da Jacques Demy nel 1979 intitolato Lady Oscar e una serie televisiva anime di 40 episodi prodotta dalla Tokyo Movie Shinsha nello stesso anno, diretta da Tadao Nagahama e Osamu Dezaki.
In Italia, così come in altri paesi europei, il successo dell'opera è stato determinato dalla trasmissione della serie televisiva, per la quale è stato utilizzato il titolo internazionale Lady Oscar, mutuato dal film cinematografico. La prima trasmissione italiana è avvenuta nel 1982 e, dal 1990, ha adottato il titolo Una spada per Lady Oscar.

### Musical

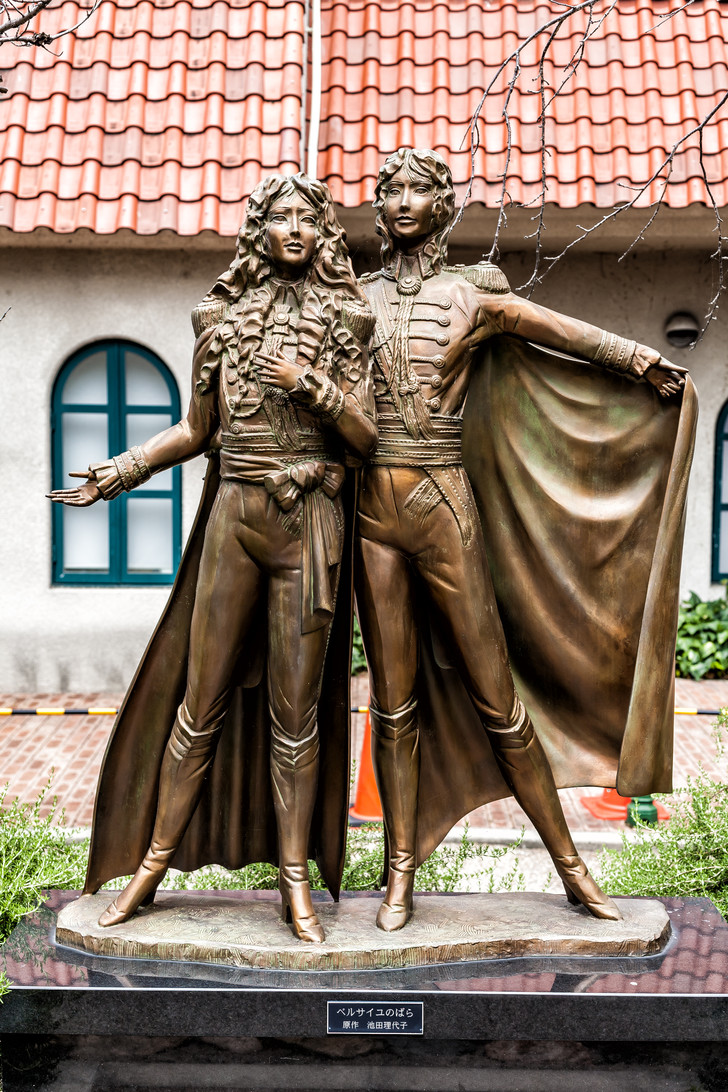
Monumento raffigurante Oscar e André all'esterno del Grand Theater Takarazuka

### Serie anime

Oscar François de Jarjayes nella sigla di apertura

## Trama
La serie è ambientata in Francia, negli ultimi anni dell'ancien régime, e racconta in maniera dettagliata la vita nella corte di Versailles e gli anni della rivoluzione del 1789.
Nel 1770, la giovane Maria Antonietta d'Austria, figlia dell'imperatrice Maria Teresa, promessa in sposa al delfino di Francia Luigi Augusto, nipote di Luigi XV, per rinsaldare il reciproco impegno di amicizia contro la Prussia di Federico II, giunge a corte. Le fa da scorta in ogni sua uscita Oscar François de Jarjayes, nobile sua coetanea nonché comandante della guardia reale francese, che è stata educata sin da bambina come un uomo. Tra le due nasce subito una forte amicizia. Oscar assiste, durante un ballo in maschera a Parigi, all'incontro tra Maria Antonietta e il conte svedese Hans Axel von Fersen, del quale entrambe le donne finiscono per innamorarsi.
Intanto, la contessa du Barry, favorita di Luigi XV, in diverse occasioni si trova a scontrarsi con Maria Antonietta. La futura sovrana, infatti, rifiuta di rivolgerle la parola a causa dei suoi bassi natali e per la sua condizione di favorita, che considera immorale. Soltanto dopo molto tempo e altrettante pressioni da parte di sua madre Maria Teresa, la principessa cede e parla a Madame du Barry in occasione del Capodanno del 1772. Alla morte per vaiolo di Luigi XV, il 10 maggio 1774, Luigi XVI e Maria Antonietta diventano sovrani di Francia e la contessa du Barry è allontanata dalla corte. Nel frattempo i sentimenti che Maria Antonietta e Fersen nutrono l'un l'altra diventano palesi: quando iniziano a diffondersi maldicenze sulla loro relazione, il conte abbandona il paese. Maria Antonietta, sempre più infelice e sola, cade allora sotto l'influenza di una nobildonna, la contessa de Polignac, una donna ambiziosa che diventa la sua favorita e spinge la regina a scialacquare denaro in occupazioni frivole, come la moda e il gioco d'azzardo.
Parallelamente si assiste alle traversie di due ragazze dei bassifondi di Parigi, Jeanne e Rosalie, che arrivano a corte attraverso vie diverse. Figlie di un defunto nobile decaduto della dinastia dei Valois e di una donna povera, dimostrano caratteri e desideri differenti: Jeanne, scaltra e ambiziosa, abbandona la famiglia e riesce a farsi adottare da una nobildonna, che poi uccide dopo aver preparato un falso testamento a proprio favore; Rosalie, invece, candida ed estremamente affezionata alla madre, si dedica ad assisterla. Nel disperato tentativo di guadagnare quanto serve a comprare le medicine per la madre, Rosalie conosce Oscar: una sera ferma la sua carrozza e, credendola un uomo, le si offre; Oscar ride per l'equivoco ma poi, commossa, le dona una moneta d'oro. Qualche tempo dopo, la madre di Rosalie finisce sotto le ruote della carrozza della contessa de Polignac; in punto di morte, la donna rivela a Rosalie di non essere la sua vera madre e che quest'ultima è in realtà una nobildonna; da quel momento Rosalie cerca di avvicinarsi a Versailles per trovare l'assassina della madre adottiva e vendicarsi di lei: finisce per diventare ospite di Oscar, che le fa impartire un'adeguata educazione e la introduce a corte. Per ironia della sorte, Rosalie scopre che la sua vera madre è proprio la contessa de Polignac. Poco tempo dopo questa scoperta, Charlotte de Polignac, sorellastra undicenne di Rosalie, si suicida per sottrarsi ad un matrimonio indesiderato.
Dopo alcuni anni il conte di Fersen torna in Francia e inevitabilmente si riavvicina a Maria Antonietta che, non riuscendo a controllare i suoi sentimenti, rischia di far scoppiare uno scandalo. Anche su consiglio di Oscar, il conte decide di lasciare nuovamente il paese e si imbarca per andare a combattere oltreoceano con i rivoluzionari americani. La partenza del conte spinge Maria Antonietta a cambiar vita: dopo l'agognata nascita degli eredi al trono, si allontana dalla vita di corte e si ritira con i suoi bambini nel Petit Trianon, una residenza privata, suscitando l'astio dell'alta nobiltà.
Nel frattempo Jeanne Valois de la Motte ordisce un inganno ai danni della corona: riesce a far acquistare, a nome di Maria Antonietta, una costosissima collana realizzata alcuni anni prima da un gioielliere di Parigi per conto di Madame du Barry. Il piano riesce grazie all'ingenuità del cardinale de Rohan, il quale, infatuato della regina, è abilmente manipolato da Jeanne e dai suoi complici. Scoppia così il celebre affare della collana, che getta le prime ombre sulla reputazione pubblica della regina. Una volta scoperta e arrestata, dopo un clamoroso processo in cui accusa Maria Antonietta di essere l'artefice dell'intrigo, Jeanne viene condannata a essere marchiata a fuoco come ladra.
Poco dopo la vicenda della collana, Fersen torna dall'America. A un ballo di corte, Oscar si presenta in incognito vestita per la prima ed unica volta in vita sua da donna ma, danzando con Fersen, capisce che non potrà mai sostituire la regina nel cuore del conte svedese. Si trova poi coinvolta nel caso del Cavaliere Nero, un ladro che compie numerosi furti ai danni dei nobili per donare tutto il proprio bottino ai poveri: nel tentativo di catturarlo, il suo fido scudiero André Grandier per salvarle la vita viene ferito a un occhio, da cui perderà la vista. Si scoprirà poi che sotto la maschera del Cavaliere Nero si cela Bernard Chatelet, un giornalista parigino filo-rivoluzionario, amico di Maximilien de Robespierre, che alla fine sposerà Rosalie. I furti erano compiuti con il tacito assenso del duca d'Orléans, che sperava in questo modo di gettare discredito sulla famiglia reale agli occhi della nobiltà. Oscar e Fersen, dopo un confronto nel quale il conte svedese le rivela di aver capito ma di non poterla ricambiare, si dicono addio per sempre. André, ormai cieco da un occhio, in un impeto di disperazione, rivela a Oscar di amarla da sempre, ma lei, confusa nei suoi sentimenti, lo respinge.
Oscar, ferita da quanto accaduto con Fersen e, successivamente, con André, decide di iniziare una nuova vita da sola, allontanandosi dalla corte e dalla regina: rinuncia al comando della Guardia Reale e ottiene da Maria Antonietta l'incarico di comandante del reggimento delle Guardie Francesi di Parigi. André, pur di starle vicino, vi si arruola anch'egli. Intanto, il padre di Oscar, il generale Jarjayes, si pente di aver destinato la ragazza alla carriera militare e ne auspica le nozze. Si propone Girodelle, secondo di Oscar nella Guardia Reale, ma quest'ultima non accetta di sposarlo. Nel frattempo, al comando della Guardia di Parigi, Oscar dovrà combattere per farsi accettare dai suoi nuovi indisciplinati soldati, riuscendo infine a ottenere la loro fiducia e in particolare quella di Alain de Soissons, amico di André, che a sua volta si innamora di Oscar.
Subito dopo la morte del primogenito di Maria Antonietta, si affaccia il turbine degli eventi che porteranno alla rivoluzione francese. Oscar, scoprendosi anch'essa innamorata di André, si schiera dalla parte del popolo, a cui appartiene il suo amato, e dice addio alla regina. Di lì a poco i due innamorati muoiono da ferventi rivoluzionari per mano dei soldati della guardia reale: André è colpito da una pallottola il 13 luglio 1789, mentre Oscar, già debilitata dai primi sintomi della tisi, cade il mattino seguente, durante i tumulti dell'assalto alla Bastiglia.
Le vicende della rivoluzione travolgono Maria Antonietta, fino alla sua esecuzione sulla ghigliottina il 16 ottobre 1793.

## Personaggi

I protagonisti dell'opera in un set commemorativo di francobolli giapponesi.

La storia del manga è incentrata sulle vicende dei giovani coetanei Maria Antonietta, Oscar François de Jarjayes (personaggio immaginario) e Hans Axel von Fersen, che si intrecciano dal loro incontro a Parigi all'età di 18 anni. Tra di loro fioriscono drammatiche relazioni sentimentali proibite e non corrisposte, sullo sfondo della Francia prossima alla rivoluzione. Con la realizzazione dell'adattamento animato viene dato più spazio a André Grandier (altro personaggio immaginario), al punto di farlo diventare uno dei protagonisti al posto del conte di Fersen.
Attorno a loro ruotano molti altri personaggi realmente esistiti, tra cui citiamo le contesse du Barry e de Polignac, Jeanne de Valois e Nicolas de La Motte, autori dell'affare della collana a scapito della regina Maria Antonietta e del cardinale de Rohan, e gli artefici della rivoluzione Maximilien de Robespierre e Louis Antoine de Saint-Just, ai quali si aggiunge il personaggio inventato di Bernard Chatelet.

## Produzione

### Contesto storico
Quella degli anni settanta era un'epoca in cui i manga shōjo, ossia quelli destinati a bambine e ragazze adolescenti, iniziarono a diffondersi maggiormente rispetto al passato. Dopo i successi di Osamu Tezuka il genere fu nuovamente rinnovato in quegli anni dai titoli portati dal cosiddetto "Gruppo del 24", ovvero un gruppo di mangaka donne nate intorno all'anno 24 del periodo Shōwa (anno 1949). La particolarità di questa nuova diffusione parte proprio dalle autrici che riescono ad affermare il loro lavoro durante un periodo di ancora forte subordinazione femminile nella società giapponese. Pur non essendoci un'identità ufficiale del gruppo, Riyoko Ikeda ne è considerata parte, e il suo manga Lady Oscar si dimostra una vera e propria innovazione perché presenta scene e tematiche mature mai raccontate prima in un manga di quel target.

### Genesi dell'opera

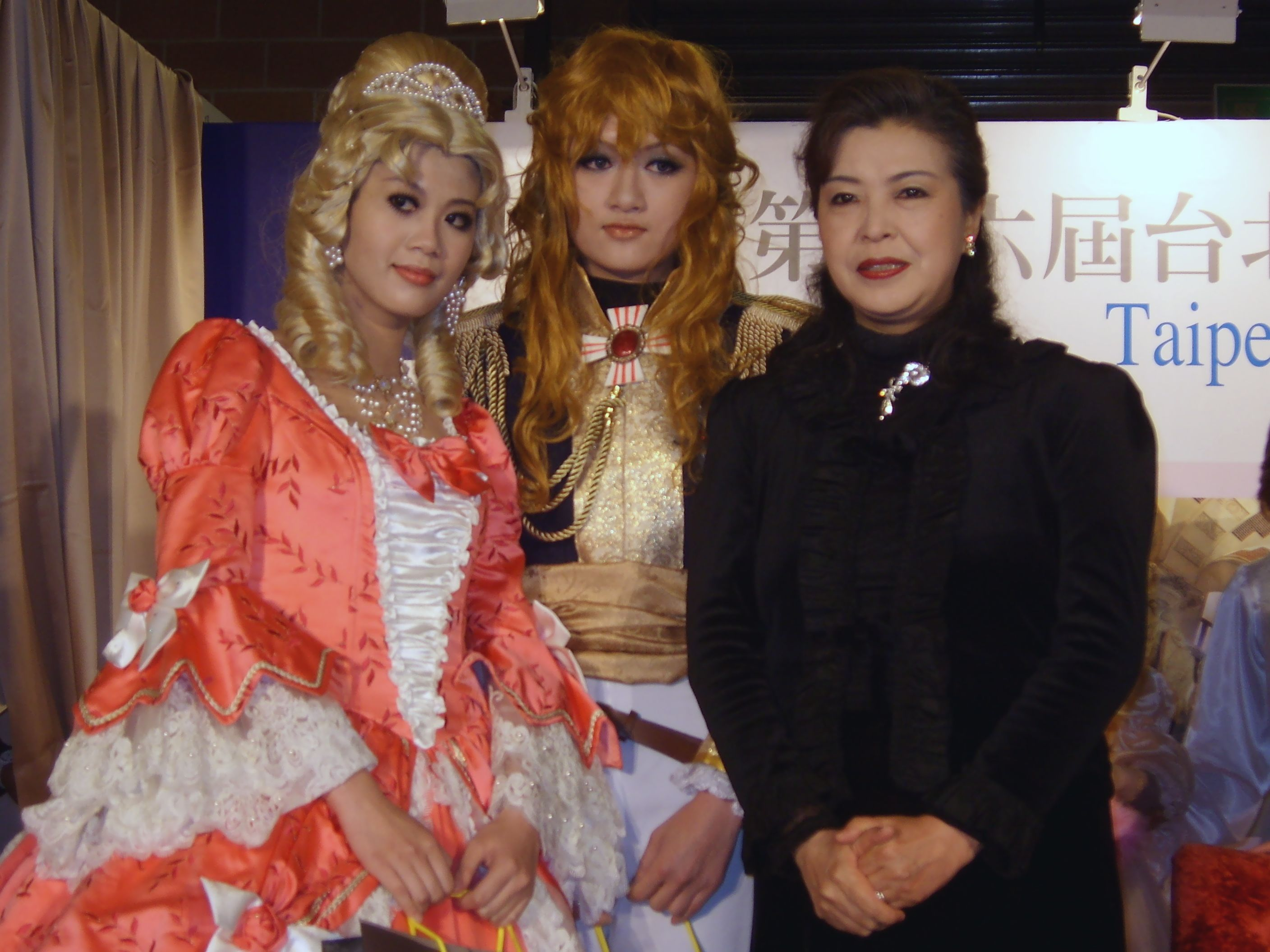
Due cosplayer di Maria Antonietta e Oscar e, a destra, l'autrice del manga Riyoko Ikeda

Riyoko Ikeda, dopo essere rimasta affascinata dalla biografia di Maria Antonietta dello scrittore austriaco Stefan Zweig, propose al suo editore l'idea di pubblicare un manga a sfondo storico incentrato su quel personaggio. Gli editori della Shūeisha, ancora legati a una visione infantile degli shōjo e convinti che una storia ambientata nel Settecento non avrebbe avuto presa sulle giovani lettrici, furono convinti dalla narrazione iniziale in stile fiabesco dell'infanzia di Maria Antonietta, simile a quello della trilogia cinematografica di Sissi con Romy Schneider. La casa editrice accettò dopo molte riserve e impose all'autrice la condizione d'interrompere la serializzazione dell'opera in caso di insuccesso. Questo però non avvenne, anzi, fin dal primo capitolo riscontrò un ottimo gradimento dai lettori e ciò permise all'autrice di continuare a pubblicare il manga fino alla fine della storia, tuttavia fu costretta ad anticipare il finale e concludere il manga entro dieci settimane dal capitolo in cui Oscar muore, riassumendo le ultime vicende della vita di Maria Antonietta.

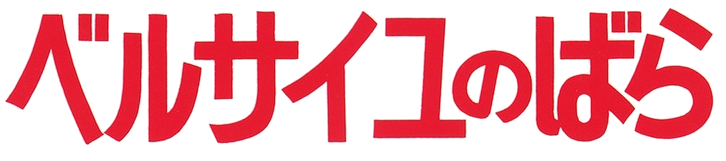
Il titolo originale del manga

Il titolo del manga, Berusaiyu no bara (ベルサイユのばら?), può essere tradotto dal giapponese sia come La rosa di Versailles che come Le rose di Versailles. Nonostante in molte pubblicazioni sia stata usata l'interpretazione al singolare la traduzione corretta è al plurale, dal momento che le rose rappresentano le protagoniste femminili dell'opera come dichiarato dall'autrice. Riyoko Ikeda ha spiegato che Oscar è la rosa bianca della purezza dei suoi ideali, Maria Antonietta quella rossa passionale, Madame de Polignac la rosa gialla invidiosa, Rosalie un bocciolo di rosa e Jeanne la rosa nera malefica. In Giappone spesso si fa uso del titolo abbreviato Berubara (ベルばら?) per riferirsi all'opera.

### Stile
Lo stile del manga è in linea con quello del suo periodo di pubblicazione, dalle figure sottili agli occhi grandi e dettagliati. Le scene drammatiche, che si susseguono molto frequentemente, vengono accentuate dagli sguardi decisi dei personaggi e con l'uso di fondali ad effetto come vortici neri, che talvolta si estendono nell'intera pagina. Ai toni seri si alternano quelli più infantili e scanzonati, inseriti in vignette più piccole come brevi scene comiche.
Il tratto principale si rifà a quello di Osamu Tezuka, semplice e morbido, ma con una grande cura per il dettaglio nei fiori, negli abiti e nei gioielli. In corso di serializzazione il tratto della Ikeda diventa più maturo e le caratteristiche infantili vanno via via scemando. Per evolvere il suo tratto di disegno l'autrice chiese l'aiuto degli studenti di un'accademia di belle arti e iniziò a studiare la tecnica della pittura a olio e altre forme artistiche, che le permisero di migliorare il suo stile.

### Riferimenti culturali

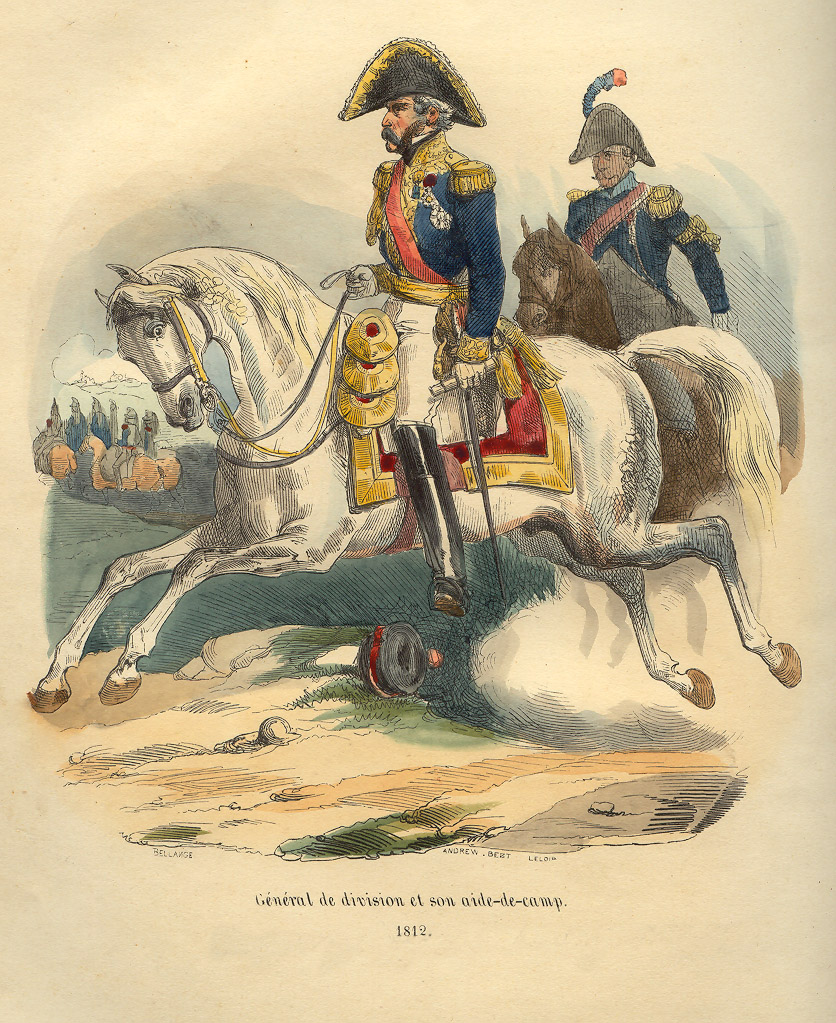
L'uniforme dell'armata napoleonica nel 1812.

Fin dalle sue prime opere, Riyoko Ikeda ha dimostrato molto interesse verso lo stile di Osamu Tezuka, al quale si è ispirata anche per la creazione di Lady Oscar. Molte caratteristiche di questo manga, infatti, sono in comune con La principessa Zaffiro di Tezuka, considerato il capostipite degli shōjo. Le similitudini più evidenti sono la doppia identità sessuale di Zaffiro e Oscar, l'ambientazione regale e alcune vicende salienti come i duelli con la spada e i balli a cui entrambe le protagoniste prendono parte vestite da donna.
Nel manga sono presenti alcuni errori storici, dovuti al ritardo di documentazione dell'autrice, che doveva sostenere il ritmo della pubblicazione di un capitolo ogni settimana e non fece in tempo a correggersi. Uno di questi riguarda le uniformi della Guardia nazionale, che in realtà risalgono agli albori del XIX secolo, all'epoca napoleonica, tuttavia la Ikeda decise di tenerle ugualmente per motivi estetici. Un altro adattamento che l'autrice fece è quello del nome di Maria Antonietta, la quale prima di andare in Francia si chiamava Maria Antonia: Riyoko Ikeda decise di mantenere un solo nome per evitare di confondere le lettrici più giovani.